# Miss Universo 1952
Miss Universo 1952 foi a primeira edição do concurso Miss Universo, realizada em 28 de junho de 1952 no Long Beach Municipal Auditorium, em Long Beach, Califórnia, nos Estados Unidos. Candidatas de 30 países e territórios competiram pelo título. No final do evento, a atriz Piper Laurie coroou a primeira vencedora do concurso, a finlandesa Armi Kuusela.

## História
O concurso foi inspirado pelo antigo International Pageant of Pulchritude (Desfile Internacional de Beleza), que no período de 1926 a 1935 tinha uma realização anual, sendo que a vencedora ganhava o título de "Miss Universo". A Grande Depressão e os acontecimentos que precederam a Segunda Guerra Mundial levaram à suspensão do concurso.
No pós-guerra, o concurso foi novamente organizado. Em 1950, o Miss America, o concurso nacional de beleza norte-americano até então existente, foi realizado sob o patrocínio da empresa de maiôs Catalina. A vencedora, Yolanda Betbeze, se recusou a a posar para fotos vestindo os trajes de banho da patrocinadora, no que teve apoio da organização, que declarou que a atitude de Yolanda apontava para um novo status dos concursos de beleza, em que não apenas o físico era relevante, mas também a 'inteligência, os valores pessoais e a capacidade liderança da mulher.'
Desgostosa com o fato, a Catalina cancelou as cotas de patrocínio do Miss America e resolver criar seu próprio concurso, o Miss USA, e em seguida o Miss Universo, que no início teve o apoio da Universal Studios. O concurso no ínicio teria o nome de "Miss Nações Unidas" mas a entrada da Universal na organização e na divulgação acabou levando ao nome final pelo qual é conhecido.

## Evento
Em 28 de junho de 1952, no Long Beach Auditorium do balneário americano de mesmo nome, completamente reconstruído após um terremoto em 1933, foi realizada a primeira edição. O evento contou com um investimento de US$1 milhão, um valor exorbitante na época, e teve a participação de 29 concorrentes de todo mundo. Neste primeiro ano, e assim até 1964, o Miss USA e o Miss Universo eram disputados ao mesmo tempo e a vencedora do Miss USA ia no dia seguinte representar os Estados Unidos no Miss Universo junto com as demais candidatas do resto do mundo. As candidatas dos estados do Havaí e Alaska, eram consideradas 'internacionais' e faziam parte do Miss Universo com concorrentes próprias.
As primeiras cinco finalistas da história do Miss Universo foram: Renate Hoy (Alemanha), Armi Kuusela (Finlândia), Daisi Mavraki (Grécia), Elza Kananionapua Edsman (Havaí) e Judy Dan (Hong Kong). A primeira edição foi vencida pela finlandesa Kuusela, uma ginasta de 17 anos, que como prêmio máximo ganhou um contrato com a Universal Studios. Até então, a coroa de Miss Universo não existia e ela foi coroada com uma pequena coroa vinda da Rússia, ainda do tempo do Império Russo, que pertenceu a três czarinas, entre elas Catarina, a Grande, no valor de mais de US$1 milhão. Kuusela também recebeu um troféu, criado pelos mesmos artesãos que criaram o Oscar, mas que devido à altura e o peso foi deixado para trás por ela quando deixou o país. Anos depois ele foi comprado por um missólogo num antiquário local. Algum tempo depois Kuusela tentou recomprá-la do novo proprietário, que entretanto, não se interessou em lhe vender.
Um fato ocorrido durante o ano de seu reinado acabaria criando regras mais rígidas para o concurso dali em diante. Numa de suas inúmeras viagens pelo mundo, ela conheceu um empresário filipino em Manila, por quem apaixonou-se à primeira vista. A relação foi tão fulminante que Kuusela abandonou as obrigações com a organização ao meio e voou com o empresário para Tóquio, no Japão, onde casaram-se, e renunciou à coroa nos dias seguintes. O fato fez com que a partir dali mulheres casadas não pudessem mais participar do evento e, oficialmente, as regras passaram a estipular que caso uma Miss Universo não pudesse por qualquer motivo completar seu mandato, ela seria imediatamente substituída pela segunda colocada, que assumiria o título e as obrigações decorrentes dele pelo restante do mandato anual.
Armi foi coroada pela atriz Piper Laurie. Entre outros astros do cinema, no primeiro júri do Miss Universo estavam Arlene Dahl, Gilbert Roland e Constance Moore, junto a executivos e diretores de estúdios de cinema, fotógrafos de moda e escultores.
Havia uma grande expectativa que do concurso emergisse uma nova estrela de cinema, esta era a intenção da Universal; entretanto, isso não aconteceu. A vitória de Kuusela – uma atleta, que acabou se tornando a garota-propaganda dos Jogos Olímpicos daquele ano que seriam realizados em Helsinque, capital de seu país – provocou a primeira ironia pública do concurso, através de uma declaração da Miss Itália, Giovanna Mazzotti, que declarou à imprensa italiana quando voltou para casa: "Porque não chamá-la de 'Miss Olimpíadas'? Afinal, era publicidade para isso que pareciam estar procurando em Long Beach."
O concurso também viu a primeira troca de candidatas do Miss Universo, com a Miss Uruguai Rosa Adela "Nenela" Prunell sendo substituída pouco antes do evento, por razões desconhecidas, por Gladys Fajardo, que acabou entre as Top 10.

## Resultados
| Colocação          | Candidata |
| ------------------ | --- |
| Miss Universo 1952 | - Finlândia — Armi Kuusela |

As primeiras finalistas da história do concurso. Ao centro, Armi Kuusela, da Finlândia, a primeira Miss Universo.

| 2.ª colocada       | - Havaí — Elza Kananionapua |
| 3.ª colocada       | - Grécia — Daisy Mavraki |
| 4.ª colocada       | - Hong Kong — Judy Dan |
| 5.ª colocada       | - Alemanha — Renate Hoy |
| Top 10             | - União Sul-Africana — Catherine Higgins - Estados Unidos — Jackie Loughery - México — Olga Castillo - Suécia — Anne Tistler - Uruguai — Gladys Fajardo |

### Prêmios especiais

#### Miss Simpatia
- Vencedoras:   Bélgica — Myriam Lynn,  Montana — Valerie Johnson.[i]

#### Garota Popular
- Vencedora:  Chile — Esther Yoacham.

↑i  Como o Miss USA era realizado junto com o Miss Universo até 1964 — a vencedora participava do Miss Universo na noite seguinte representando os Estados Unidos — as candidatas dos dois eventos eram elegíveis conjuntamente para os prêmios especiais.

## Candidatas
Em negrito, a candidata eleita Miss Universo 1952. Em itálico, as semifinalistas.
| - Alasca - Shirley Burnett - Alemanha - Renate Hoy (5º) - Austrália - Leah MacCartney - Bélgica - Myriam Lynn - Canadá - Ruth Carrier - Chile - Esther Yoacham - Cuba - Gladys López - Dinamarca - Hanne Sørensen - Estados Unidos - Jackie Loughery (SF) - Filipinas - Teresita Sanchez - Finlândia - Armi Kuusela (MU) - França - Claude Goddart - Grã-Bretanha - Aileen Chase - Grécia - Ntaizy (Daisy) Mavraki (3º) - Havaí - Elza Kananionapua (2º) | - Hong Kong - Judy Dan (4º) - Índia - Indrani Rahman - Israel - Ora Vered - Itália - Giovanna Mazzotti - Japão - Himeko Kojima - México - Olga Pérez-Castillo (SF) - Noruega - Eva Røine - Panamá - Elzibir Malek - Peru - Ada Bueno - Porto Rico - Marilia Bernal - Suécia - Anne Marie Thistler (SF) - Turquia - Gelengul Tayforoglu - União Sul-Africana - Catherine Higgins (SF) - Uruguai - Gladys Fajardo (SF) - Venezuela - Sofía Inserri |